# فرودگاه گیمپی
فرودگاه گیمپی (به انگلیسی: Gympie Airport) یک فرودگاه همگانی با کد یاتا GYP است که یک باند فرود چمن دارد و طول باند آن ۵۹۶ متر است. این فرودگاه در کشور استرالیا قرار دارد و در ارتفاع ۷۹ متری از سطح دریا واقع شده است.